# Henrik Qvortrup
Henrik Qvortrup (født 13. oktober 1963 i Aarhus) er en dansk journalist, tidligere chefredaktør på Ekstra Bladet og tidligere politisk kommentator på TV 2 samt tidligere chefredaktør for Se og Hør. Qvortrup har fået en dom efter Se og Hør-sagen. Han blev student fra Århus Statsgymnasium i 1983, og efterfølgende prøvede han både kræfter med jura- og medicinstudiet, inden Qvortrup søgte ind på Danmarks Medie- og Journalisthøjskole, hvorfra han blev uddannet journalist i 1991.
Siden har Qvortrup arbejdet på Berlingske Tidende, Jyllands-Posten, BT samt på Ekstra Bladet. Fra 1998 til 2000 var han spindoktor for daværende Venstre-formand Anders Fogh Rasmussen. Fra 2000 til 2001 var han medlem af BTs chefredaktion, inden han blev chefredaktør for ugebladet Se og Hør, i perioden 2001 til 2008. Han byttede i 2009 Se og Hør ud med TV 2, hvor han blev politisk redaktør. I 2011 overtog Anders Langballe den post, og Qvortrup blev i stedet politisk kommentator, hvilket han har været frem til den 29. april 2014, hvor han efter Se og Hør-sagen valgte at trække sig. I Se og Hør-sagen fik Henrik Qvortrup i november 2016 en dom på tre måneders ubetinget fængsel, et års betinget fængsel samt 200 timers samfundstjeneste.
Qvortrup var fra 1. juli 2021 og til april 2022 Ekstra Bladets chefredaktør.

## Baggrund og tidlig karriere
Han er født og opvokset i Aarhus, søn af en postarbejder og en bankassistent. Moderen er Kirsten Marie Qvortrup og hans søster er Lisbeth Qvortrup, skoleleder på privatskolen N. Kochs Skole i Aarhus. Han har seks børn.
- Studentereksamen fra Århus Statsgymnasium , hvor han først begyndte på den matematiske linje, men skiftede til den sproglige studieretning (1983).
- Uddannet journalist fra Danmarks Journalisthøjskole (1991).
- Arbejder på Berlingske Tidende, Jyllands-Posten, B.T. samt Ekstra Bladet som politisk reporter (1991-97).
- Redaktionschef på Ekstra Bladet (1997-98)
- Pressechef (spindoktor) for Anders Fogh Rasmussen (1998-2000).
- Medlem af chefredaktionen på B.T..(2000-2001)
- Chefredaktør på ugebladet Se og Hør (2001-2008)
- Politisk redaktør for TV2 (1. januar 2009 - 29. april 2014)
- Ekstra Bladets chefredaktør (1. juli 2021 - 4. april 2022)

## Podcasts
Henrik har været podcast vært i flere år.
”Borgen Unplugged” er en podcast om dansk politik der startede i 2015 med Henrik Qvortrup og Thomas Qvotrup. Der udgives hver Fredag. Thomas stoppede i 2023 og blev erstattet af Lars Trier Mogensen.
”Q&A” var en podcast fra Radio24syv hvor Henrik havde en fast medvært, Mikkel Andersson. Fra Oktober 2016 til Oktober 2019 lavede de et ugentligt aktuelt mediemagasin.
”Q&Co” har Henrik lavet siden Februar 2020 skiftevis udgivet gennem MedieWatch,  Ekstra Bladet og nu B.T. Den udkommer ugentlig med forskellige medværter der diskutere ugens politiske emner og er kendte for at kunne stille kritiske spørgsmål til både politikerne og medie verdenen.
"Q-Cast" er en podcast hvor Henrik siden 2023 snakker med interessante og kendte mennesker.
”B.T. og det gode selskab” podcasten startede 2. Februar 2024 med Henrik Qvortrup som vært. Henrik og et panel bestående af kendte danskere vil hver fredag gå igennem ugens historier.
Om paneldeltagerne siger Henrik:
"Jeg har samlet en gruppe af sjove og interessante mennesker, som alle har det til fælles, at jeg selv ville elske at sidde til et middagsselskab med dem."

## Politisk kommentator
Qvortrup deltog fra 2005 og til november 2007 i tv-programmet Jersild & Spin på DR2 som politisk kommentator.
Han forlod det ifølge ham selv af eget valg, efter at han som chef-redaktør af Se og Hør op til Folketingsvalget havde bragt en historie om sort arbejde i Naser Khader's hjem.
Khader-historien fik Qvortrup i stormvejr, og
Naser Khader kaldte Qvortrup et "svin" og den politiske kommentator Ralf Pittelkow kaldte ham "uinteressant" og "den ukronede konge af bullshit i de danske medier". 

## Se og Hør's Journalistpris
Uddelte for første gang Se og Hør's nystiftede journalistpris den 10. november 2006 til de to Berlingske-journalister Michael Bjerre og Jesper Larsen for deres dækning af grundlaget for Danmarks deltagelse i Irak-krigen. Prisen er på 150.000 kr.
Er desuden en aktiv foredragsholder, skribent og debattør.